# Pont de la Mairie (Bilbao)
Le pont de la Mairie (Puente del Ayuntamiento en espagnol) est un pont-levis situé dans la ville biscaïenne de Bilbao (Pays basque - Espagne), qui enjambe la ria du Nervión en reliant le secteur d'Abando, avec les terrains appartenant à l'Elizate disparue de la République de Begoña, actuels secteurs 2, 3 et 4 de ville de Bilbao.

## Histoire du pont
À la fin des années 1920, la nécessité de relier les nouvelles zones en expansion de la ville imposait la construction de divers ponts sur la Nervion. L'un d'eux a été le pont de Begoña, plus connu en espagnol comme Puente de l'Ayuntamiento, qui servirait à relier le nouveau centre de la ville avec la maison consistoriale (mairie) et avec la route qui traversait le quartier de Begoña, récemment annexé.
Le trafic fluvial, fondamental pour les travaux portuaires qui alors se développaient sur les hauteurs de la ria, obligeaient à ce que ces ponts soient conçus de telle sorte qu'ils permettent le passage des navires.
La solution qui a été adoptée a été celle de ponts levis à l'image de ce qui existait dans la ville de Chicago (États-Unis). Federico Moyúa, maire de la ville, a chargé l'architecte municipal Ricardo Bastida (1879-1953) de la solution qu'il a trouvée en allant au Congrès Eucharistique de Chicago de 1926 et de se renseigner sur les ponts mobiles, de type cantilever, à bras basculants de cette ville. On a opté pour le modèle de celui de l'avenue Michigan, ouvrage des ingénieurs Bennett, Pihlfeldt et Young, construit en 1920.
On a mandaté les ingénieurs Ignacio Rotaeche et José Ortiz de Artiñano pour la réalisation de la construction de deux de ces ponts qui ne sont pas encore ouverts.

## Caractéristiques et situation
Depuis le début du XXe siècle, on a projeté un pont nouveau entre Sendeja et la rue de la Sierra (aujourd'hui Buenos Aires). Approximativement face au flanc droit de la mairie. Donc, durant les années 1920, on a examiné les possibilités, fixe ou mobile, optant pour la seconde et la construction débute en 1929. Il a été inauguré en 1934 et a dû être reconstruit en 1940, après sa destruction en 1937. Il fut alors nommé Puente du General Mola (pont du Général Mola), jusqu'à ce que, en 1983, on lui ait donné le nom actuel. Le projet a été mené par l'ingénieur Ignacio Rotaeche. Actuellement, le trafic fluvial ayant cessé sur ce cours d'eau, la structure a été transformée pour en faire un pont définitivement fixe.
Ce pont levis a également été appelé pont de Begoña car il était destiné à la liaison avec l'Elizate, et est situé entre un tronçon incurvé et un autre rectiligne de la ria de Bilbao. Les travaux ont démarré en octobre 1933 et ont été réalisés par les entreprises Euskalduna et Babcock et Wilcox.
Il a été inauguré le 12 décembre 1934 et il a été détruit par les républicains pendant la guerre civile espagnole le 17 juin 1937. On l'a reconstruit et ré-inauguré en 1941, sous le nom « de pont du General Mola » nom qu'il a conservé jusqu'en 1983, année durant laquelle on lui a officiellement donné la dénomination actuelle.
Il comprend un éclairage situé à 40,6 m de hauteur, équivalent à la largeur de la ria à cet endroit, et son gabarit (hauteur depuis le tablier à la surface de l'eau) dans son centre en marée haute est de 7 m. La longueur de son tablier est de 150 m et est en suspens, la largeur est de 20 m (12 de chaussée et deux trottoirs de 2 mètres chacun). À l'une des extrémités se trouve le poste commande et manœuvres. Sous ce dernier, outre la ria, passait l'ancien chemin de fer à destination de Santurtzi, connu comme Bilbao-Portugalete et Triano (BPT). En 1969 il a été scellé pour empêcher son ouverture.